# حمام مرغملک
حمام مرغملک مربوط به دوره قاجار است و در شهرستان شهرکرد، بخش لاران، دهستان مرغملک، روستای مرغملک، خیابان صاحب الزمان واقع شده و این اثر در تاریخ ۲۵ آبان ۱۳۸۷ با شمارهٔ ثبت ۲۳۸۱۵ به‌عنوان یکی از آثار ملی ایران به ثبت رسیده است. بوده ،که بعدها با تخریب خزینه و اضافه کردن دوش آب آن را به شکل امروزی در آورده اند🔸 در گذشته و زمان‌های ابتدایی ساخت از حمام مرغملک جز حمام‌های بسیار خوب نام برده میشده،وحتی تا چند سال اخیر فعال بوده و جز معدود حمام‌های قدیمی فعال در استان به شمار می آمد .